# Nikolitjevtsi
Nikolitjevtsi (bulgariska: Николичевци) är ett distrikt i Bulgarien.   Det ligger i kommunen obsjtina Kjustendil och regionen Kjustendil, i den västra delen av landet, 70 km sydväst om huvudstaden Sofia.
Trakten runt Nikolitjevtsi består till största delen av jordbruksmark. Runt Nikolitjevtsi är det ganska glesbefolkat, med 24 invånare per kvadratkilometer.